# Nate Newton
Nate Newton es el bajista de la banda de hardcore punk estadounidense Converge. También tocó el bajo en Cavalera Conspiracy y en Cave In, y tocó la guitarra y cantó en Jesuit, Old Man Gloom y Doomriders.

## Vida personal
Newton es straight edge y fue vegetariano durante varios años, antes de volver a comer mariscos.

## Carrera musical
En 1998, el bajista de Converge, Stephen Brodsky, dejó la banda y fue reemplazado por Newton, quien inicialmente se unió a la banda como miembro a tiempo parcial mientras todavía estaba activo en otra banda, Jesuit. Jesuit se disolvió más tarde en 1999, lo que permitió a Newton hacer de Converge su foco principal.
A finales de 2013, Newton se unió temporalmente a Cavalera Conspiracy para contribuir con el bajo en su tercer álbum de estudio.

## Discografía

### Con Jesuit
- 1996: Jesuit
- 1999: Jesuit
- 2011: Discography

### Con Converge
- 1999: The Poacher Diaries
- 2001: Jane Doe
- 2004: You Fail Me
- 2006: No Heroes
- 2009: Axe to Fall
- 2012: All We Love We Leave Behind
- 2017: The Dusk in Us

### Con Old Man Gloom
- 2001: Seminar II: The Holy Rites of Primitivism Regressionism
- 2001: Seminar III: Zozobra
- 2004: Christmas
- 2012: No
- 2014: The Ape of God / The Ape of God
- 2020: Seminar VIII: Light of Meaning

### Con Doomriders
- 2005: Black Thunder
- 2009: Darkness Come Alive
- 2013: Grand Blood

### Con Cavalera Conspiracy
- 2014: Pandemonium